# Kerri Kasem
Kerri Kasem (nacida Carrie H. Kasem, 12 de julio de 1972)  es una locutora de radio estadounidense. Fue anfitriona de Sixx Sense y The Side Show Countdown With Nikki Sixx, distribuidos a nivel nacional, desde febrero de 2010 hasta abril de 2014. Más tarde, Kasem se convirtió en juez de Who Will Rock You, junto a Dee Snider.

## Primeros años de vida
Nació en Los Ángeles, California.  Ella y sus hermanos Mike y Julie son los tres hijos del locutor de radio Casey Kasem y su primera esposa, Linda Myers, con quien estuvo casado de 1972 a 1979.   

## Carrera
Fue coanfitriona con Alan Stock en KXNT 840 AM en Las Vegas para un programa de entrevistas de radio matutino. Dejó KXNT en agosto de 2007. Fue anfitriona de Sixx Sense y The Side Show Countdown With Nikki Sixx, distribuidos a nivel nacional, desde febrero de 2010 hasta abril de 2014.  Otros programas de radio en los que trabajó incluyen Racing Rocks, National Lampoon Comedy Countdown, The Solomon Free Money Hour y Pet Talk . En 2003, participó en un reality show de televisión en Beg, Borrow &amp; Deal de ESPN. Ha aparecido en el canal E!, y es presentadora de UFC y de The Rub de Sí TV.  Más tarde se convirtió en copresentadora, con Alan Gurvey, de La ley de Gurvey en KABC. 
Apareció en The Dr. Oz Show el 12 de octubre de 2021, hablando sobre la muerte de su padre Casey Kasem. 

## Vida personal
Es fundadora de Kasem Cares y Kasem Coalition, ambas creadas para crear conciencia sobre el abuso de personas mayores.   En 2014, Kasem obtuvo la tutela de su padre cuando el tribunal determinó que su segunda esposa, Jean Kasem, había puesto su vida en peligro.  
Ha trabajado como voluntaria para la Iglesia de Scientology como parte de su programa de Ministros Voluntarios en Haití durante la crisis del terremoto de Haití de 2010 y en Texas cuando azotó el huracán Harvey.  